# Ēdgar Manowčaryan
Ēdgar Manowčaryan (trasl. anche Manucharyan; in armeno Էդգար Մանուչարյան; Erevan, 19 gennaio 1987) è un allenatore di calcio ed ex calciatore armeno, di ruolo attaccante.

## Carriera
Nella stagione 2004-2005 ha vinto la classifica marcatori del campionato armeno (21 gol in 22 partite) e la stagione successiva si è trasferito all'Ajax.

## Palmarès

### Club
- Campionato armeno: 5

P'yownik: 2002, 2003, 2004, 2005, 2010
- Coppa d'Armenia: 4

P'yownik: 2002, 2004, 2010
Alashkert: 2018-2019
- Supercoppa d'Armenia: 5

P'yownik: 2002, 2004, 2005, 2010, 2011
- Coppa dei Paesi Bassi: 2

Ajax: 2005-2006, 2006-2007
- Supercoppa dei Paesi Bassi: 3

Ajax: 2005, 2006, 2007
- Pervenstvo Futbol'noj Nacional'noj Ligi: 1

Ural: 2012-2013

### Individuale
- Calciatore armeno dell'anno: 1

2004